# 더 워처스
《더 워처스》(영어: The Watchers)는 2024년 개봉한 미국의 초자연 공포 판타지 영화이다. 이샤나 나이트 샤말란의 감독 데뷔작이며, 그가 각본 역시 맡았다. A. M. 샤인의 동명 소설이 영화의 원작이다.
평단으로부터 대체로 부정 평가를 받았다.

## 줄거리
골웨이 애완 동물 가게에서 일하는 미국인 미나는 벨파스트 인근 동물원에 골든 코뉴어 앵무새를 배달하는 일을 맡는다. 숲을 가로질러 가던 도중 차가 고장나자 미나는 걸어서라도 배달을 완수하려고 숲 속을 탐색하기 시작한다.
그러나 심상치 않은 분위기 속에서 알 수 없는 존재에게 쫓기던 미나는 한 벙커에 피신하게 된다. 더 쿠프(The Coop→우리)라고 불리는 이 벙커에 살고 있는 매들린, 키어라, 대니얼은 인간을 흉내내기 위해 모방 학습을 하고 있는 더 워처스(The Watchers)가 단방향 거울을 통해 관찰하는 대상이다.
워처스는 변신이 가능한 인간형 요정들로, 과거 인간과 가진 전쟁에서 패배한 뒤 땅 밑에 가둬졌으며 수백 년 뒤 지상으로 기어올라왔으나 햇빛을 견디지 못해 낮에는 지하 터널인 더 버로스(The Burrows→굴)에서 지내고 밤에는 숲에서 쿠프 밖에 나와있는 인간들을 죽이고 있다.

## 출연
- 다코타 패닝 - 미나 / 루시 역
- 조지나 캠벨 - 키어라 역
- 올웬 푸에리 - 매들린 역
- 올리버 피니건 - 대니얼 역
- 존 린치 - 로리 킬마틴 교수 역